# Kernera
Kernera és un gènere de plantes amb flor dins la família brassicàcia. Consta de nou espècies:
| - Kernera alpina Prantl |

## Hàbitat
Rupícola a les fissures de les roques calcàries de l'estatge alpí al montà viu fins als 2.700 m d'altitud. A Catalunya hi ha la varietat saxatilis i al País Valencià la varietat boissieri.